# Paul Hoffmann (actor)
Paul Hoffmann (25 de marzo de 1902 - 2 de diciembre de 1990) fue un actor de nacionalidad alemana, director entre los años 1968 y 1971 del Burgtheater de Viena.

## Biografía
Nacido en Düsseldorf, Alemania, era hijo de un dramaturgo y crítico teatral. Estudió historia del arte y filosofía en Marburgo, Colonia y Wurzburgo, doctorándose en 1924 con una tesis sobre el dramaturgo vienés y director del Burgtheater Johann Ludwig Deinhardstein. 
Descubierto en representaciones estudiantiles, debutó sin formación especial en interpretación en 1924 en el Mainfranken Theater de Wurzburgo. En 1925 actuó en el Theater Aachen, y un año después se trasladó al Theater Gera (dirigido por Walter Bruno Iltz), llegando finalmente en 1927 al Schauspielhaus Dresden, para el cual trabajó hasta el año 1946. En ese teatro interpretó fue Mefistófeles en Fausto, Yago en Otelo y Franz Moor en Los bandidos, encarnando también a los personajes titulares de Hamlet y La conjuración de Fiesco.
En 1946 llegó al Staatstheater de Stuttgart, cuya dirección artística asumió en el año 1950, siendo su director interino entre 1952 y 1957. En su estancia en Stuttgart interpretó al General Harras en Des Teufels General y al personaje titular en la pieza de Luigi Pirandello Enrique IV. Otras de las obras que representó fueron Nathan el Sabio y Muerte de un viajante. En 1959 llegó al Burgtheater de Viena, el cual dirigió entre 1968 y 1971, siendo miembro honorario del teatro a partir de 1972. Además de los dos mencionados, a lo largo de su carrera Hoffmann actuó también como invitado para otros diferentes teatros. 
A partir de 1936 encarnó en la gran pantalla a personajes habitualmente encantadores. Sin embargo, y sobre todo a partir de 1945, también interpretó a militares de alto nivel, como en Der 20. Juli y Hunde, wollt ihr ewig leben, así como a directores generales y a otros representantes del milagro económico alemán en los filmes de los años 1950. A partir de la siguiente década Hoffmann trabajó extensamente para la televisión, especializándose en la actuación en producciones policíacas, adaptaciones teatrales y documentales. Igualmente, en diferentes ocasiones fue también director.
En 1969 fue galardonado con la Gran Cruz de la Orden del Mérito de la República Federal de Alemania. Además, en 1974 obtuvo la Medalla Josef Kainz, en 1977 el Anillo Albin Skoda, en 1982 el Anillo Grillparzer, y en 1987 el Anillo de Honor de la ciudad de Viena.

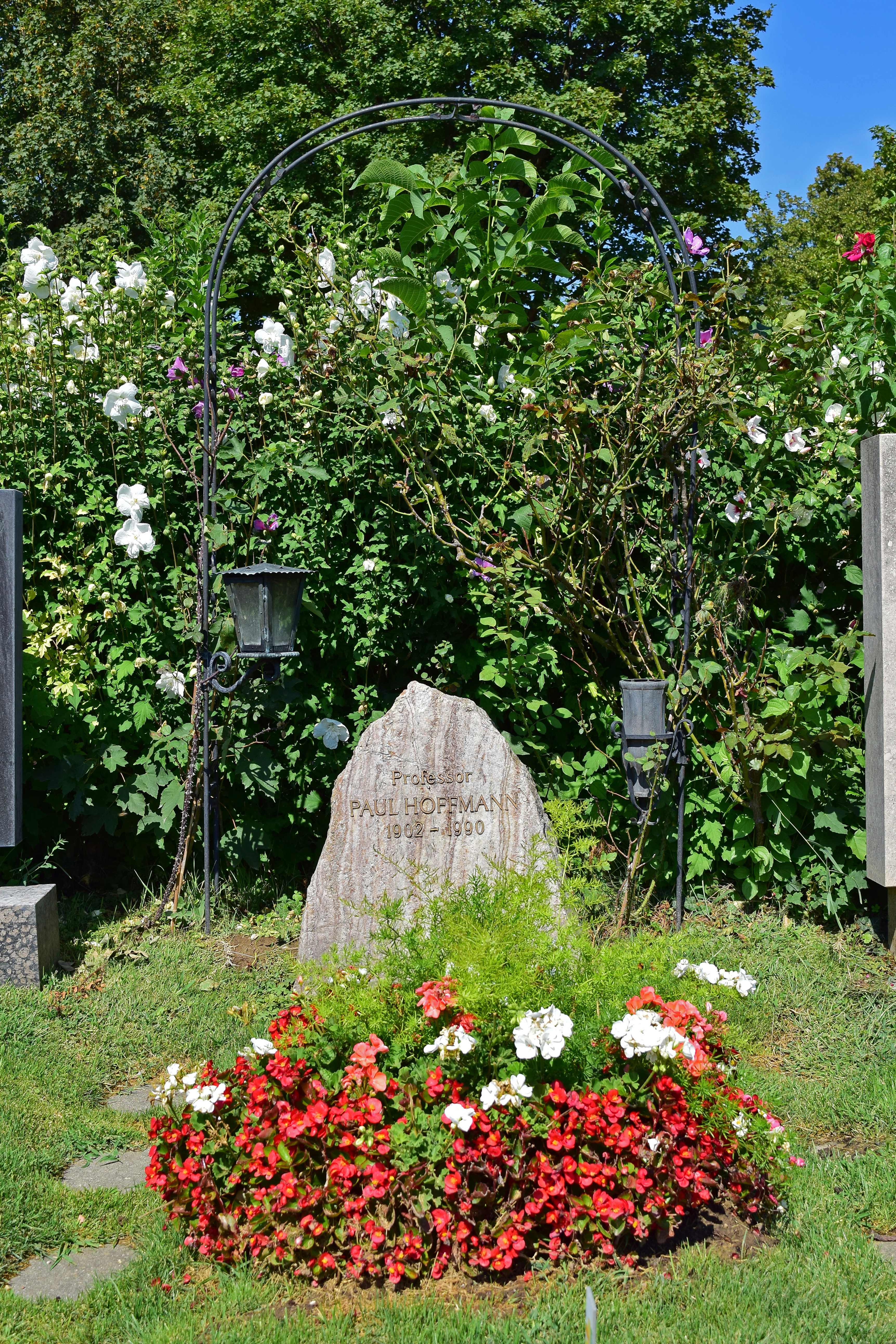
Tumba de Paul Hoffmann

Paul Hoffmann falleció en Viena, Austria, en el año 1990. Fue enterrado en el Cementerio Central de Viena.

## Filmografía
- 1937 : Und du mein Schatz fährst mit
- 1937 : Fanny Elssler
- 1937 : Gleisdreieck
- 1937 : Meine Freundin Barbara
- 1937 : Wenn Frauen schweigen
- 1938 : Großalarm
- 1938 : Kleiner Mann - ganz groß!
- 1939 : Ich bin gleich wieder da
- 1939 : Zentrale Rio
- 1939 : Flucht ins Dunkel
- 1940 : Bismarck
- 1941 : Blutsbrüderschaft
- 1941 : Leichte Muse
- 1942 : Die Entlassung
- 1943 : Die große Nummer
- 1949 : Verspieltes Leben
- 1949 : Der Ruf
- 1949 : Liebe 47
- 1954 : Bildnis einer Unbekannten
- 1955 : Der 20. Juli
- 1957 : Immer wenn der Tag beginnt
- 1959 : Hunde, wollt ihr ewig leben
- 1959 : Arzt aus Leidenschaft
- 1959 : Die ideale Frau
- 1960 : Geständnis einer Sechzehnjährigen
- 1960 : Kein Mann zum Heiraten
- 1962 : Becket oder Die Ehre Gottes (TV)
- 1963 : Das große Liebesspiel
- 1963 : Hedda Gabler (TV, actor y director)
- 1965 : Klaus Fuchs - Geschichte eines Atomverrats (TV)
- 1965 : Oberst Wennerström (TV)
- 1965 : Der arme Mann Luther (TV)
- 1966 : Der schwarze Freitag (TV)
- 1966 : Der Fall Rouger  (TV)
- 1967 : Der Panamaskandal (TV)
- 1967 : Moral (TV, solo como director)
- 1967 : Der öffentliche Ankläger (TV)
- 1967 : Nathan der Weise (TV)
- 1968 : Affäre Dreyfuss (miniserie TV)
- 1969 : Rebellion der Verlorenen (serie TV)
- 1970 : 11 Uhr 20 (miniserie TV)
- 1971 : Der Kommissar (serie TV), episodio Als die Blumen Trauer trugen
- 1973 : Der Kommissar (serie TV), episodio Herr und Frau Brandes
- 1975 : Memento Mori (TV)
- 1975 : Don Juan in der Hölle (TV)
- 1976 : Der Raub der Sabinerinnen (TV)
- 1979 : Tatort (serie TV), episodio Der King
- 1979 : Derrick  (serie TV), episodio Ein unheimliches Haus
- 1977 : Der Alte (serie TV), episodio Verena und Annabella
- 1979 : Der Alte (serie TV), episodio Der Auftraggeber
- 1980 : Defekte (TV)
- 1982 : Ein Winter auf Mallorca (TV)
- 1983 : Der Alte (serie TV), episodio Liebe hat ihren Preis
- 1983 : Jägerschlacht
- 1983 : Tatort (serie TV), episodio Mord in der U-Bahn
- 1985 : Derrick (serie TV), episodio Toter Goldfisch
- 1986 : Derrick (serie TV), episodio Entlassen Sie diesen Mann nicht!
- 1989 : Derrick (serie TV), episodio Wie kriegen wir Bodetzki?
- 1990 : Wilhelm Tell (TV)

## Radio
- 1950 : Albert Camus: Belagerungszustand, dirección de  Erich-Fritz Brücklmeier (SDR)
- 1950 : André Gide/Jean-Louis Barrault: Der Prozeß, dirección de Cläre Schimmel (SDR)
- 1970 : Helmut Heißenbüttel: Zwei oder drei Porträts, dirección de Heinz Hostnig (BR/NDR/SR)
- 1986 : Paul Hoffmann: Drei Männer im Feld, dirección de Hans Gerd Krogmann (WDR)